# Fritz Schwab
Fritz Schwab (Erich Arthur Fritz Schwab; * 31. Dezember 1919 in Berlin; † 24. November 2006) war ein Schweizer Geher.
Er wurde 1950 Europameister und war zweifacher Medaillengewinner an Olympischen Spielen. Sein Vater war der vor dem Zweiten Weltkrieg erfolgreiche Geher Arthur Tell Schwab.

## Erfolge
- 1946: 2. Rang Europameisterschaften in Oslo (10'000 m Gehen)
- 1948: 3. Rang Olympische Spiele in London (10'000 m Gehen)
- 1950: 1. Rang Europameisterschaften in Brüssel (10'000 m Gehen)
- 1952: 2. Rang Olympische Spiele in Helsinki (10'000 m Gehen)